# Charles T. Lanham
Charles Trueman Lanham, detto "Buck" (Washington, 14 settembre 1902 – Chevy Chase (Maryland), 20 luglio 1978), è stato un generale, scrittore e poeta statunitense, famoso per essere stato l'ispirazione per uno degli eroi dello scrittore Ernest Hemingway.

## Biografia

### Giovinezza e inizio di carriera
Nacque il 14 settembre 1902 a Washington, da Ira Clifford e Alice Bryan (O'Neil) Lanham. Sposò Mary Gapen, da cui ebbe una figlia, Shirley; Mary morì nel 1969. Dopo aver frequentato la Eastern High School a Washington, si laureò a West Point il 12 giugno 1924 e fu nominato sottotenente di fanteria nel 12º reggimento. Nel 1929 divenne tenente e per tutti gli anni '30 svolse l'attività di istruttore militare, dopo essersi diplomato alla Scuola di fanteria nel 1931; date le sue abilità nell'addestramento non gli venne assegnato alcun incarico sul campo. In questi anni scrisse anche poesie, alcune delle quali furono pubblicate sull'Harper's Magazine. Nel 1935 fu promosso capitano e iniziò a lavorare per l'Infantry Journal. Nel 1939, dopo aver frequentato l'Army Command and General Staff College, fu nominato comandante di compagnia dell'8º reggimento di fanteria.

### Seconda guerra mondiale e carriera militare
Con lo scoppio della Seconda guerra mondiale Lanham fu per un anno (1940-1941) addetto all'ufficio della divisione di addestramento, mentre il 24 dicembre fu promosso tenente colonnello. Nel 1943 fu nominato colonnello e assegnato al 272º reggimento (69th US Infantry Division).
Il 9 luglio 1944 prese il comando del 22º reggimento (4th Infantry Division) con il compito di sfondare le linee tedesche. La sua unità, insieme alla 2ª divisione corazzata, fu protagonista della penetrazione in Normandia e per prima entrò a Parigi, seguita da tutta la 4ª Divisione del generale Raymond Barton, il 25 agosto 1944.
Il 22° attaccò poi, l'11 settembre, la Linea Sigfrido, diventando la prima unità di fanteria americana a mettere piede su suolo tedesco. In seguito fu impegnato nella Battaglia della Foresta di Hürtgen, una serie di sanguinosi scontri tra americani e tedeschi svoltisi tra il 19 settembre 1944 e il 10 febbraio 1945 al confine tra Germania e Belgio; fu in questo periodo che Lanham conobbe Ernest Hemingway, che si era da poco unito al suo reggimento.
Lanham e i suoi uomini ebbero un ruolo centrale anche nella Battaglia delle Ardenne, e per tutti questi motivi il 22º reggimento fanteria ricevette due Presidential Unit Citation e Lanham la Distinguished Service Cross.
Nel febbraio del 1945 Lanham raggiunse il grado di generale di brigata e fu fatto assistente comandante della 104ª Divisione di fanteria, che attaccò Colonia per poi incontrarsi con l'esercito sovietico presso il fiume Mulde, affluente dell'Elba. In seguito comandò le forze occupanti in Cecoslovacchia e Austria e nel novembre dello stesso anno tornò a Washington, per servire come direttore del Personale di informazione ed educazione del Dipartimento della guerra.
Nel 1949 fece ritorno in Europa in qualità di comandante del Gruppo di aiuto militare in Belgio e Lussemburgo. Fu anche capo portavoce per il generale dell'esercito Dwight D. Eisenhower al Comando supremo delle potenze alleate in Europa; fu lui infatti che, nel 1952, comunicò la candidatura di Eisenhower con il Partito Repubblicano alla Presidenza degli Stati Uniti d'America.
L'anno seguente venne promosso Maggior Generale e prese il comando della 1ª Divisione di fanteria in Germania dell'Ovest. Nel 1954 ricoprì il suo ultimo incarico di vice comandante del Joint Forces Staff College.
Si ritirò il 31 dicembre dello stesso anno.

### Vita post-militare

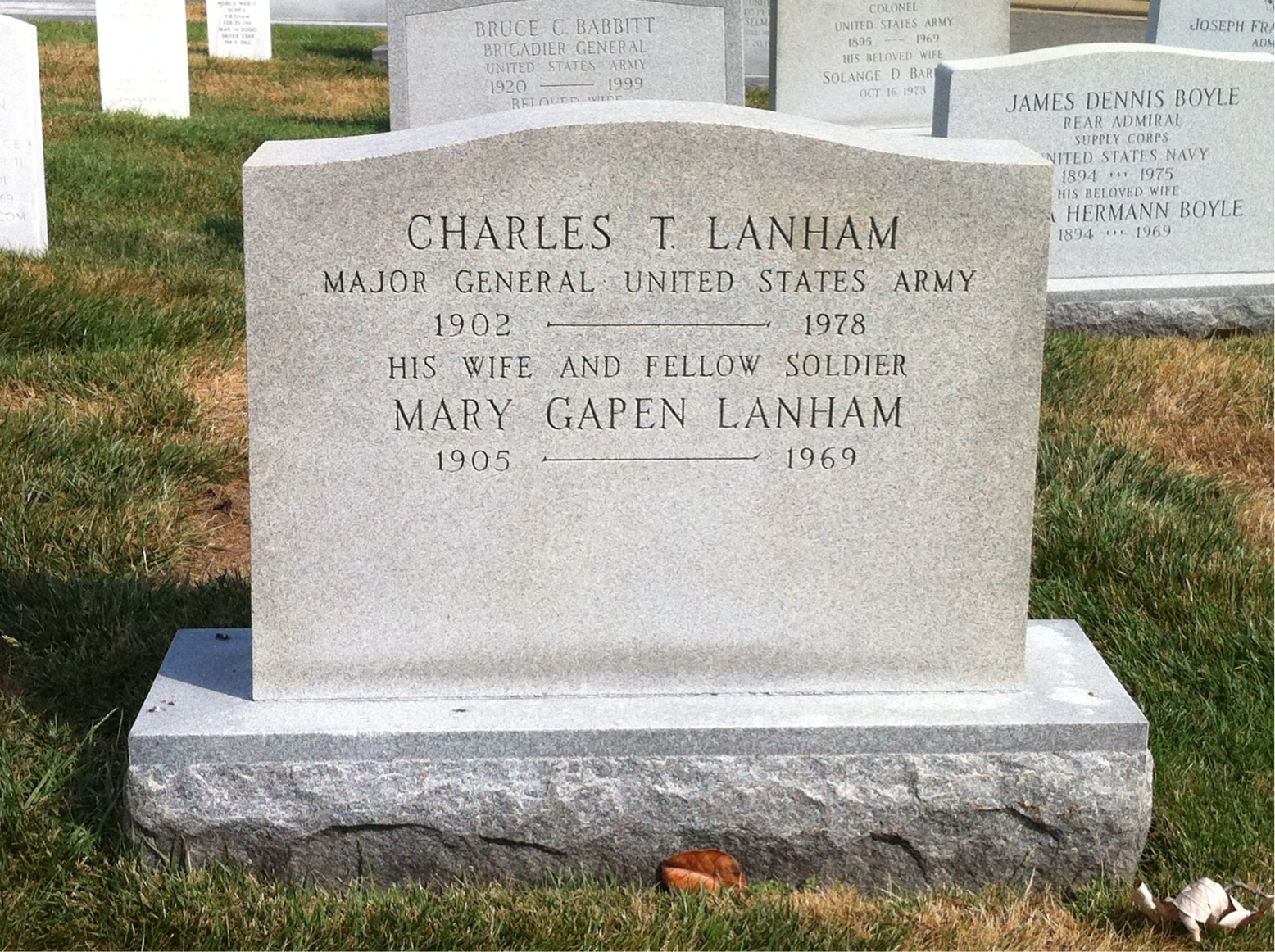
La tomba del maggior generale Charles T. Lanham e di sua moglie nel cimitero nazionale di Arlington.

Dopo il ritiro, Lanham iniziò una carriera lavorativa nel mondo delle pubbliche relazioni: cominciò come presidente di un'agenzia pubblicitaria di Manhattan, la Market Relations Network; passò poi in qualità di presidente del consiglio d'amministrazione alla Colt's Patent Fire-Arms, compagnia americana che produce armi da fuoco leggere, da poco acquisita dalla Penn-Texas Corporation. Nel 1958 si dimise per disaccordi sulla direzione aziendale e, dopo aver tentato di avviare una propria impresa, nel 1960 andò alla Xerox Corporation come vicepresidente per le relazioni con il governo, rimanendovi fino al 1970.
Trascorse gli ultimi anni di vita a Chevy Chase con la seconda moglie Jane Gray. Morì di cancro il 20 luglio 1978, a 75 anni, venendo poi sepolto nel cimitero nazionale di Arlington, in Virginia.

## Letteratura
Lanham è stato il modello per il personaggio del colonnello Richard Cantwell nel romanzo Di là dal fiume e tra gli alberi dello scrittore Ernest Hemingway.